# David Zürn III.
David Zürn III. (* 1. September 1665 in Olmütz; † nach 1724) war ein Bildhauer des Barock, der in Mähren tätig war. Er gehörte der Bildhauerfamilie Zürn an.

## Leben
Die Familie Zürn stammte ursprünglich aus Oberschwaben. David Zürn war der Sohn des Bildhauers Franz Zürn des Älteren, seine Brüder Franz Zürn der Jüngere, Anton Zürn und Udalrich Zürn waren ebenfalls als Bildhauer tätig.
Er begann in der Werkstatt seines Vaters zu lernen, wurde 1687 von ihm zum Bildhauergesellen freigesagt und machte dann in den 1690er Jahren eine Studienreise in die Steiermark. Zu Ende des 17. Jahrhunderts ist er nochmals in der Werkstatt seines Vaters als Geselle nachgewiesen. Als dieser 1707 starb, wurde David Meister und erlangte 1708 das Bürgerrecht in Olmütz. Er war mit Paulina Rosalia Polexina verheiratet und hatte die Söhne Michael Josef, geboren 1709, Johann Engelbert, geboren 1714, Cyrill Method, geboren 1717, und Ignaz Alois, geboren 1718. 1716 war Zürn Stadtrat von Olmütz. Er starb nach 1724.

## Werk
Innerhalb der Bildhauerfamilie Zürn besitzt das Werk von David Zürn III. lediglich durchschnittliche Qualität.
- Statue des hl. Johannes Nepomuk, Repschein (Řepčín) (1707), 1934 durch eine Kopie ersetzt, Fragmente des Originals im städtischen Lapidarium in Olmütz
- Statue des hl. Norbert von Xanten, Tážaly (1708)
- Madonna Immaculata, Namiescht (1709)
- Hl. Josef, Pentschitz (Penčice) (1711)
- Madonna und Heilige, Olšany u Prostějova (1712), unter Denkmalschutz
- Heiligenfiguren an der Fassade der Jesuitenkirche Maria Schnee, Olmütz (1713–1716)
- Statuen der hll. Johannes Nepomuk und Franz von Assisi, Odrau (1714)
- Hl. Johannes Nepomuk, Niemtschitz an der Hanna (1717)
- Heiligenfiguren an der Fassade der Kirche der hll. Peter und Paul, Tištín
- Mariensäule, Mährisch-Sternberg (1719)

## Fotos

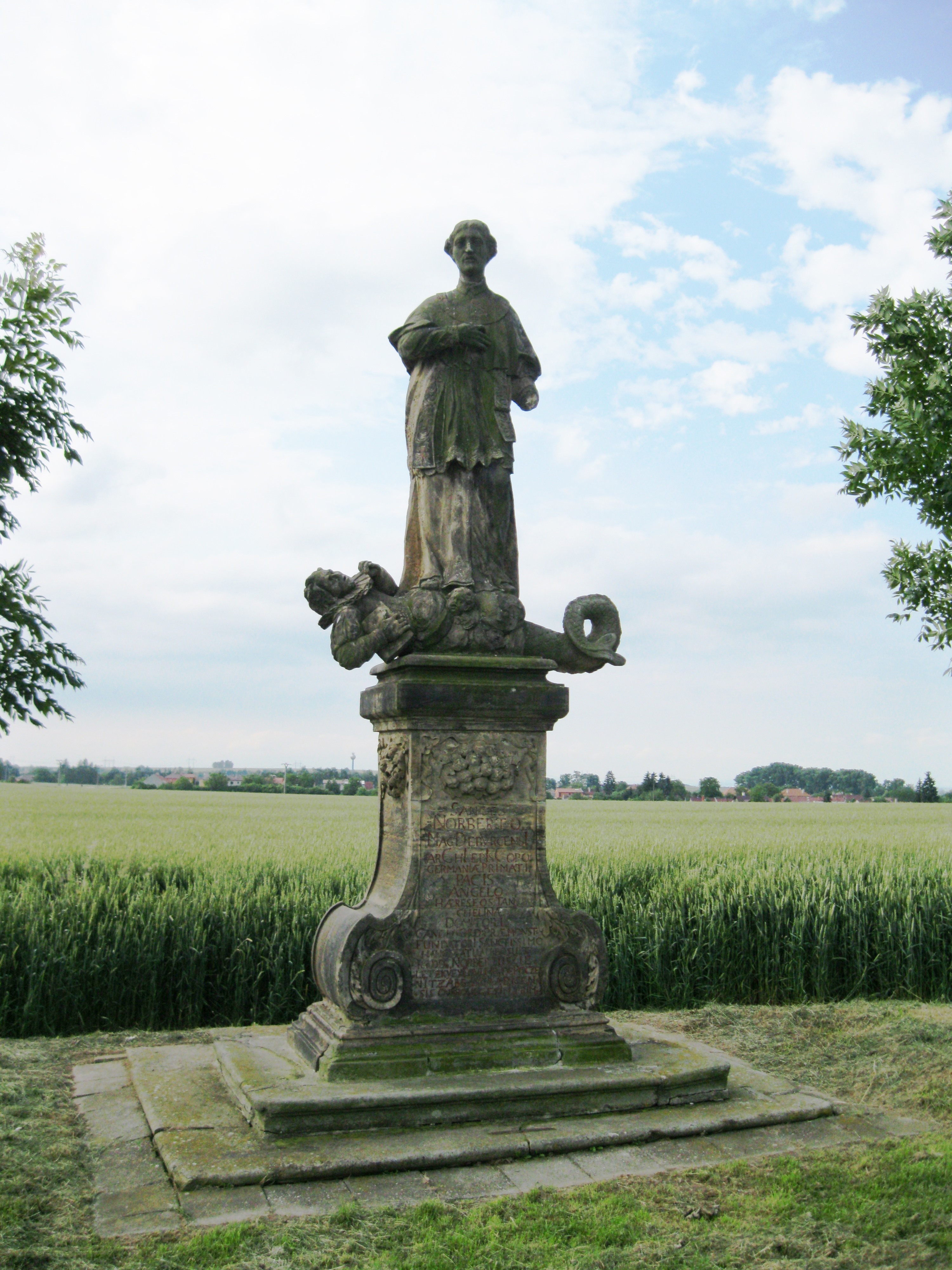
Norbert von Xanten in Tážaly
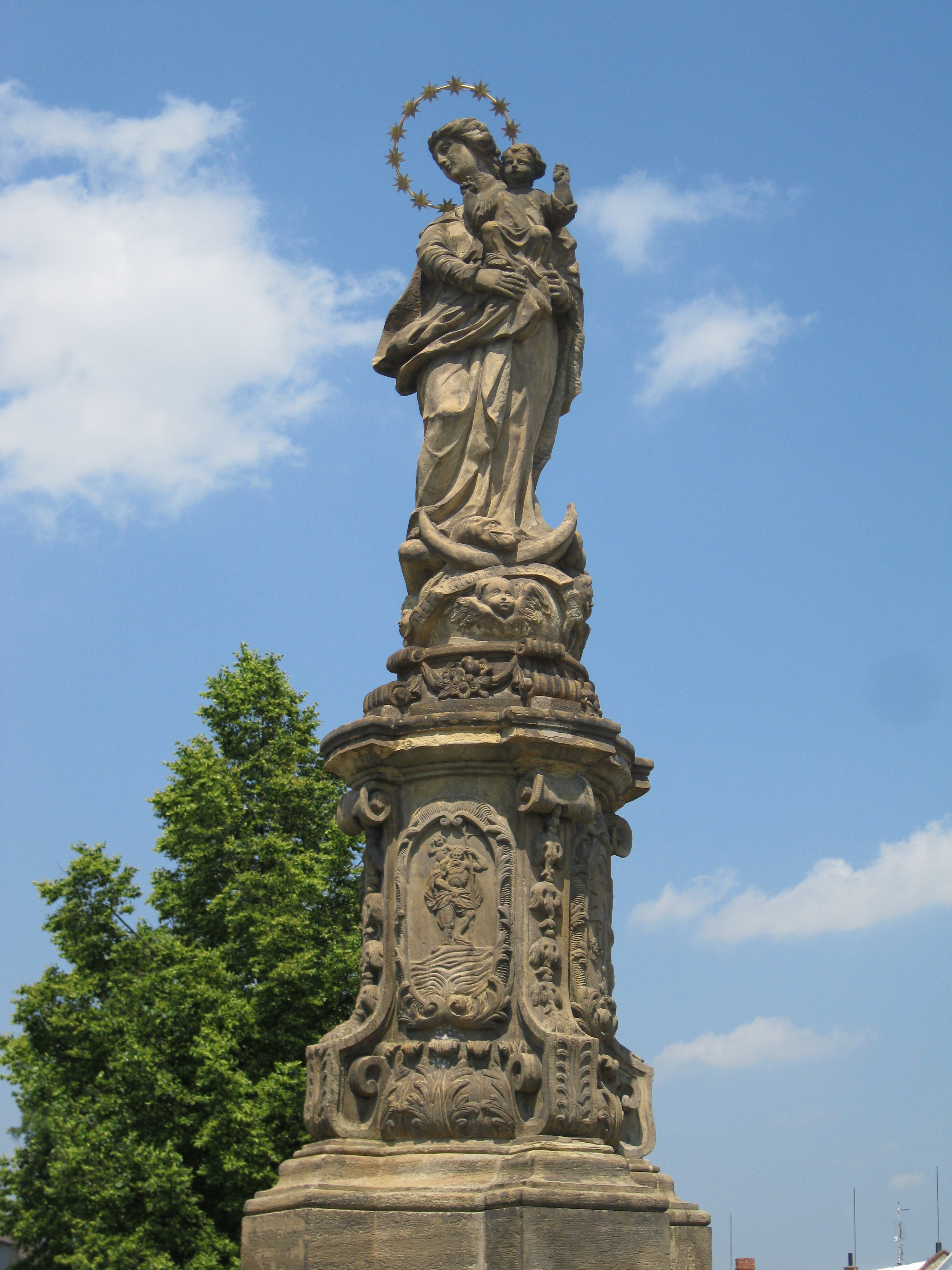
Immaculata in Náměšť na Hané
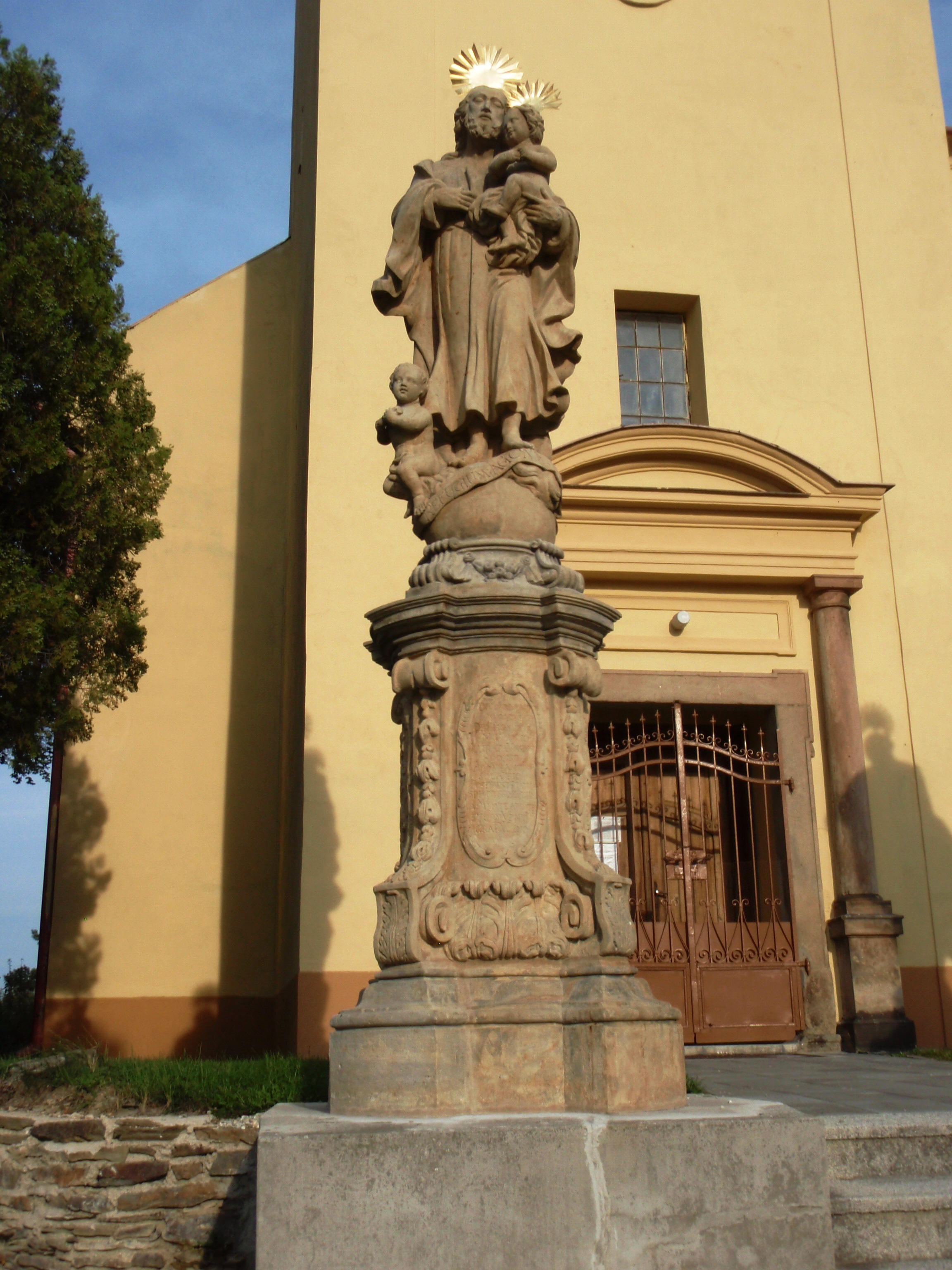
Hl. Josef in Penčice
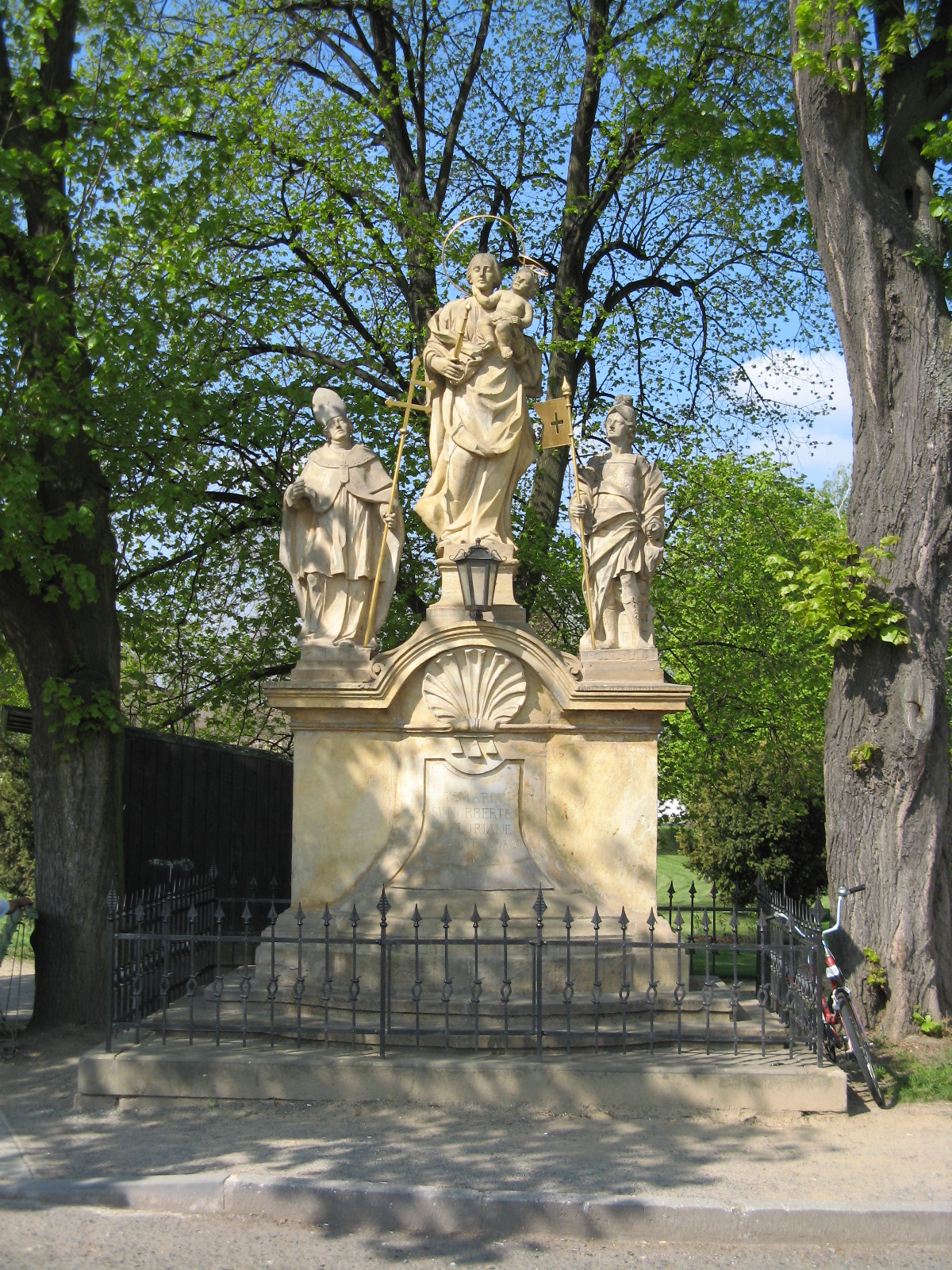
Madonna und Heilige in Olšany u Prostějova
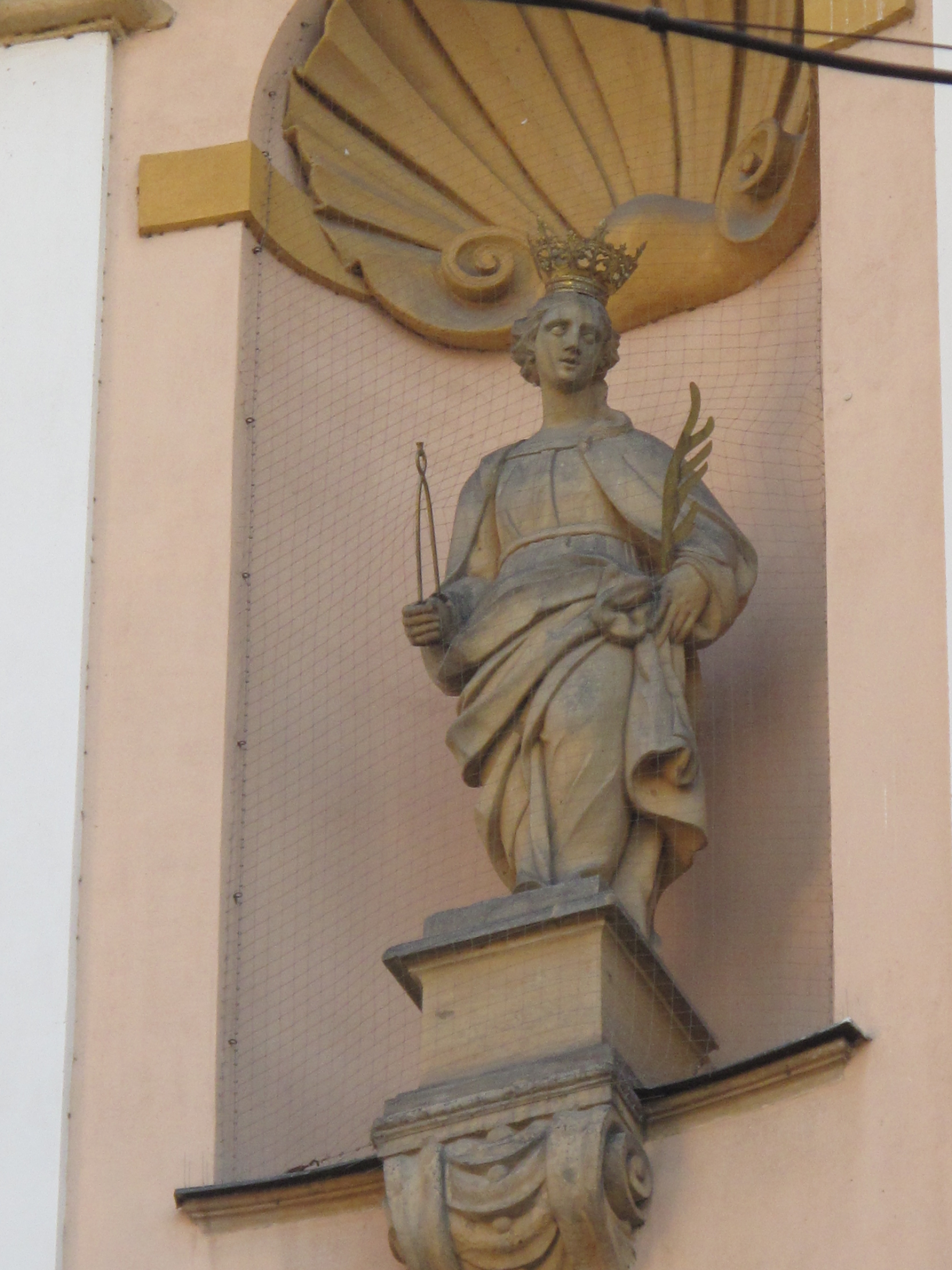
Hl. Apollonia in Olmütz
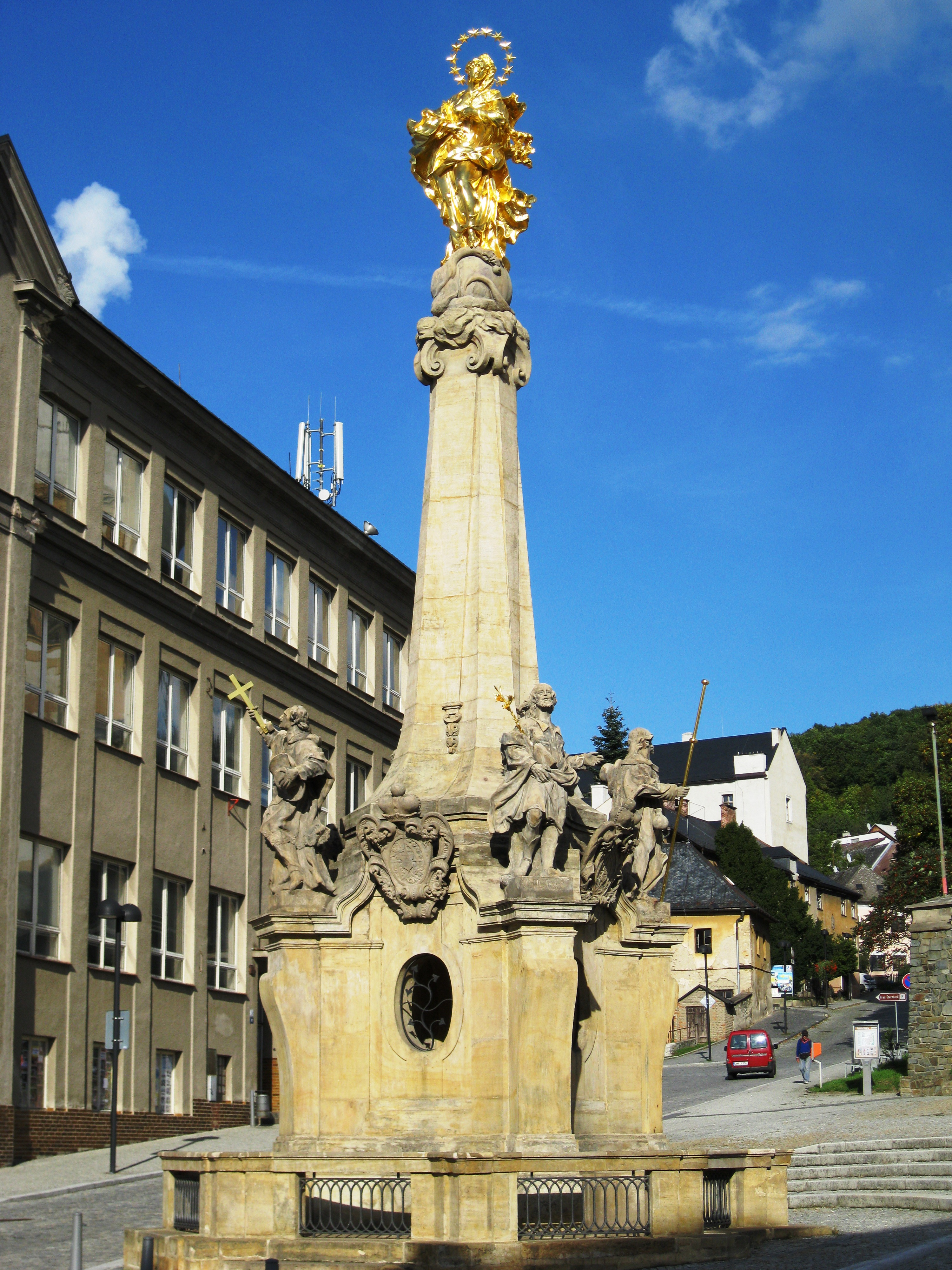
Mariensäule in Šternberk